# Faskine
En faskine er oprindeligt nogle kæppe bundtet sammen i et knippe, som bruges til holde på jorden ved et bygningsværk. Man byggede også faskinegærder i forbindelse med landvinding og kystsikring i Vadehavet. Et faskinegærde består af to rækker af nedrammede pæle, hvis mellemrum er fyldt op med bundter af gran- eller fyrregrene og overbundet med reb eller galvaniseret jerntråd. Ved højvande skyller havet materiale ind over faskinerne og vandet trækker sig tilbage gennem gærderne.
I dag er en faskine oftest et hul i jorden fyldt med sten, som overfladevandet ledes hen til for at sive ned i jorden.
Faskinen, som gør plads til vand og holder materialer ude, bruges på den måde som nedsivningsanlæg eller brønd til regnvand. 
En traditionel faskine består af et stenfyldt hul, hvorfra regnvandet fordeler sig til undergrunden. Faskiner af plastkassetter er efterhånden mere almindelige, da plastkassetterne skaber større volumen til vandet, hvormed faskinerne kan modtage mere vand inden nedsivning. 
Størrelsen af faskinen skal altid vurderes ud fra forholdet mellem den tilledte mængde regnvand og undergrundens sugeevne.

## Reference
1. ↑  "Bliv klogere på hvad en faskine er". Arkiveret fra originalen 11. maj 2018. Hentet 11. maj 2018.